# Carlet (Espagne)
Pour les articles homonymes, voir Carlet.

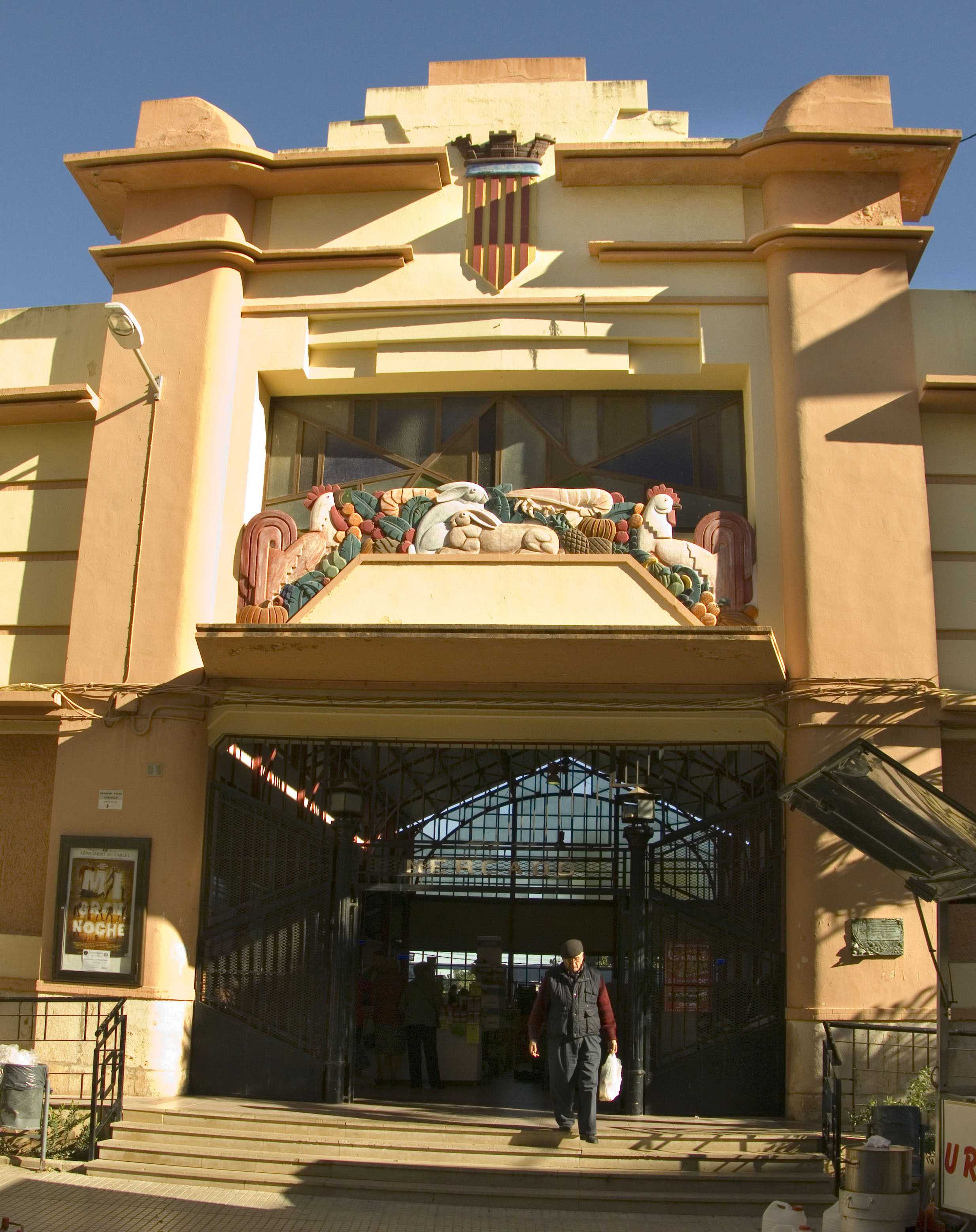
Marché

Carlet (en valencien et en castillan) est une commune de la province de Valence, dans la Communauté valencienne, en Espagne. Elle est située dans la comarque de la Ribera Alta et dans la zone à prédominance linguistique valencienne. Sa population s'élevait à 15 335 habitants en 2013.

## Géographie

Localisation de Carlet
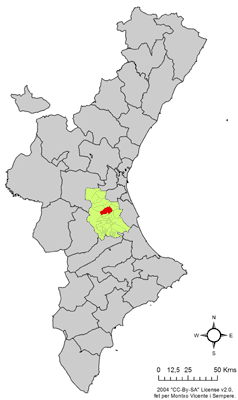
dans la Communauté valencienne.
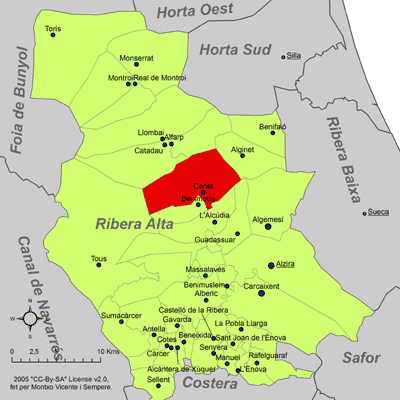
dans la comarque de la Ribera Alta.

### Localités limitrophes
Le territoire municipal de Carlet est voisin de celui des communes suivantes :
L'Alcúdia, Alfarp, Alginet, Benimodo, Catadau, Guadassuar et Tous, toutes situées dans la province de Valence.

### Infrastructures et voies d'accès
La commune de Carlet est desservie par la ligne 1 du métro de Valence.

## Démographie
| 1960  | 1970   | 1990   | 1992   | 1994   | 1996   | 1998   | 2000   | 2002   | 2004   | 2005   | 2006   |
| ----- | ------ | ------ | ------ | ------ | ------ | ------ | ------ | ------ | ------ | ------ | ------ |
| 9 554 | 11 742 | 14 276 | 14 239 | 14 494 | 14 366 | 14 056 | 13 975 | 14 080 | 14 622 | 14 812 | 14 952 |

## Administration
Liste des maires, depuis les premières élections démocratiques.
| Législature | Nom du Maire               | Parti politique |
| ----------- | -------------------------- | --------------- |
| 1979-1983   | Octavio Balaguer Lerchundi | PSOE            |
| 1983-1987   | Octavio Balaguer Lerchundi | PSOE            |
| 1987-1991   | José Suey García           | PSOE            |
| 1991-1995   | Salvador García Carbonell  | PSOE            |
| 1995-1999   | Mª Ángeles Crespo Martínez | PP              |
| 1999-2003   | Mª Ángeles Crespo Martínez | PP              |
| 2003-2007   | Mª Ángeles Crespo Martínez | PP              |
| 2007-2011   | Mª Ángeles Crespo Martínez | PP              |

### Sources
- (es) Cet article est partiellement ou en totalité issu de l’article de Wikipédia en espagnol intitulé « Carlet » (voir la liste des auteurs).